# Il prezzo della vita
Il prezzo della vita è una miniserie televisiva del 1995 diretta da Stefano Reali.
Una storia drammatica dove si intrecciano storie d'amore, di gelosie, di mafia ma anche di buoni sentimenti, con varie scene d'azione, sapientemente dosate dal regista che, in questa occasione, fa debuttare sul piccolo schermo anche la sua figlia neonata.
La miniserie ebbe tale gradimento con uno share di 5.498.000 spettatori che Rai 2 decise di riproporla in un'unica serata la settimana successiva.